# Christine Lambrecht
Christine Lambrecht (født 19. juni 1965) er en tysk advokat og politiker fra det socialdemokratiske parti (SPD), som var forsvarsminister fra 2021 til 2023 i kansler Olaf Scholz' regering,
I kansler Angela Merkels regering var Lambrecht justits- og forbrugerbeskyttelsesminister fra 2019 til 2021) og tillige familieminister i 2021.

## Uddannelse og tidlig karriere
Lambrecht gik på Albertus-Magnus-Gymnasium i Viernheim, Hessen, og fik abitur i 1984. Herefter studerede hun jura ved universiteterne i Mannheim og Mainz, hvor hun tog første juridiske statseksamen i 1992 og gennemførte et praktikophold ved statsretten i Darmstadt og tog anden juridiske statseksamen i 1995.

## Politisk karriere
Lambrecht har været medlem af SPD siden 1982. Hun var medlem af Forbundsdagen fra 1998 til 2021.